# Assar Andersson
Assar Andersson, född 26 juli 1961, är en svensk författare, regissör och civilekonom.

## Biografi
Assar Andersson är uppvuxen i Malmö och har tidigare varit verksam inom byggbranschen. Han började skriva 2006 efter att ha bläddrat i Jens Lapidus, Snabba Cash. Debuten kom 2011 med Flickan i fönstret, samma år släpptes Återbetalningen och Jakten. De tre ingår i en trilogi. Titlarna släpptes i det egna förlaget, Rekoförlag – ett förlag som Andersson startade upp tillsammans med två av sina tidigare kurskamrater från Lunds universitet. Trilogin har ett multiplotupplägg, flera berättelser med olika perspektiv vävs samman.
Nio av Anderssons elva boktitlar har blivit ljudböcker. Sju har Saga Egmont köpt e- och ljudboksrättigheterna till, en ljudbok har Storyside rättigheterna till och en har Vibery Audiobooks rättigheterna till.
Sävsjöflickan skrev Andersson tillsammans med Florije Jasharaj, mamma till försvunna Jasmina Jasharaj. Berättandet är en sann historia om sexåriga Jasminas försvinnande. Flickan är fortfarande försvunnen.
Sävsjöflickan, både ljud- och e-bok, släpptes i december 2020 på Saga Egmont förlag. Eftersom nya uppgifter kommit fram varifrån Jasmina försvann rönte boksläppet stor massmedial uppmärksamhet.

## Filmografi
- Skråpuk, 2025 (kortfilm).[20]